# Ventura Álvarez Sala
Ventura Álvarez-Sala Vigil (Gijón, 1869 - 1919) va ser un pintor asturià.

## Biografia

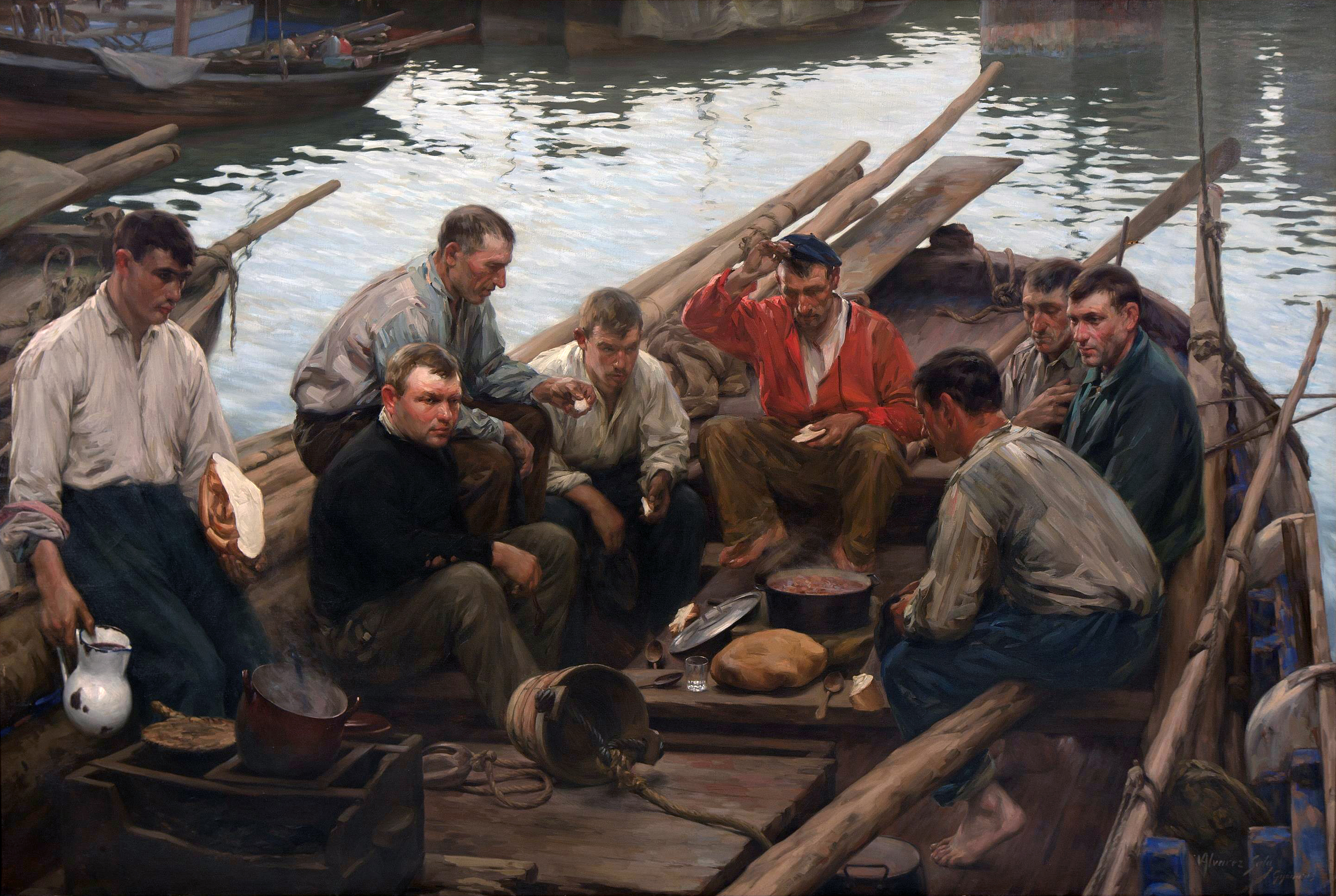
El pa el nostre de cada dia, per Ventura Álvarez (1915).

Va fer els estudis primaris i va ser aprenent de pintor d'ofici en el taller d'El Vizcaíno. Va marxar a Madrid cap a 1890, on per poder subsistir dibuixava retrats al carbó. Va ser deixeble de Manuel Ojeda i alumne de l'Escola Superior de Belles arts. Es va donar a conèixer assistint a les Exposicions Nacionals celebrades a Madrid. En la de 1892 va presentar el seu quadre Naufragi en les costes de Gijón; en la de 1895 aconsegueix un esment honorífic pel seu autoretrat En l'estudi; en la de 1897 és tercera medalla per la seva obra Tot a babord!; en la de 1899 és també tercera medalla pel seu treball La rifa de la vedella, i el seu quadre El contrast és proposat per a una condecoració en la de 1901. Va col·laborar també com a il·lustrador en la revista Blanco y Negro.
El Casino de Gijón li va concedir una beca. Va marxar a Roma, on va enviar al concurs de pensionats per l'Escola Superior de Belles arts de Madrid, un quadre sota el lema obligat de la família d'un anarquista el dia abans de l'execució, considerat entre els dos millors presentats a la convocatòria, però no és premiat. Va tornar a Gijón i va establir un estudi a Somió. Amb el quadre La promesa (una escena d'un grup de pescadors en acció de gràcies dibuixant-se, al fons l'ermita de la Providència, de Gijón) va concórrer a l'Exposició Nacional de Belles arts de 1904, i va ser adquirit per Aureliano de Beruete per al Museu d'Art Modern, aconsegueix una medalla d'or en l'Exposició Internacional de Múnic, en 1905. Aquesta obra va romandre en el Museu d'Art Modern fins a 1932, any en el qual va ser enviada a la Diputació Provincial d'Oviedo per emmagatzemar-la, podent veure's avui dia en el Museu de Belles arts d'Astúries. Amb quadres d'assumpte asturià concorre a les exposicions nacionals de 1906, 1908 (en la qual el seu llenç Emigrants és segona medalla), 1910, també segona medalla amb Astúries, 1912 i 1915, en la qual se li concedeix primera medalla per Guanyaràs el pa.
Va destacar especialment com a retratista, i per la seva data de naixement pot ser considerat al seu torn generació de Nicanor Piñole i Evaristo Valle.
A Astúries és possible veure l'obra de Ventura Álvarez Sala en els museus de Belles arts d'Oviedo i el Jovellanos de Gijón (on s'exposa una de la seva obres més populars, Pescadores de marisc, de 1912).